# 吉尔伯托·特奥多罗

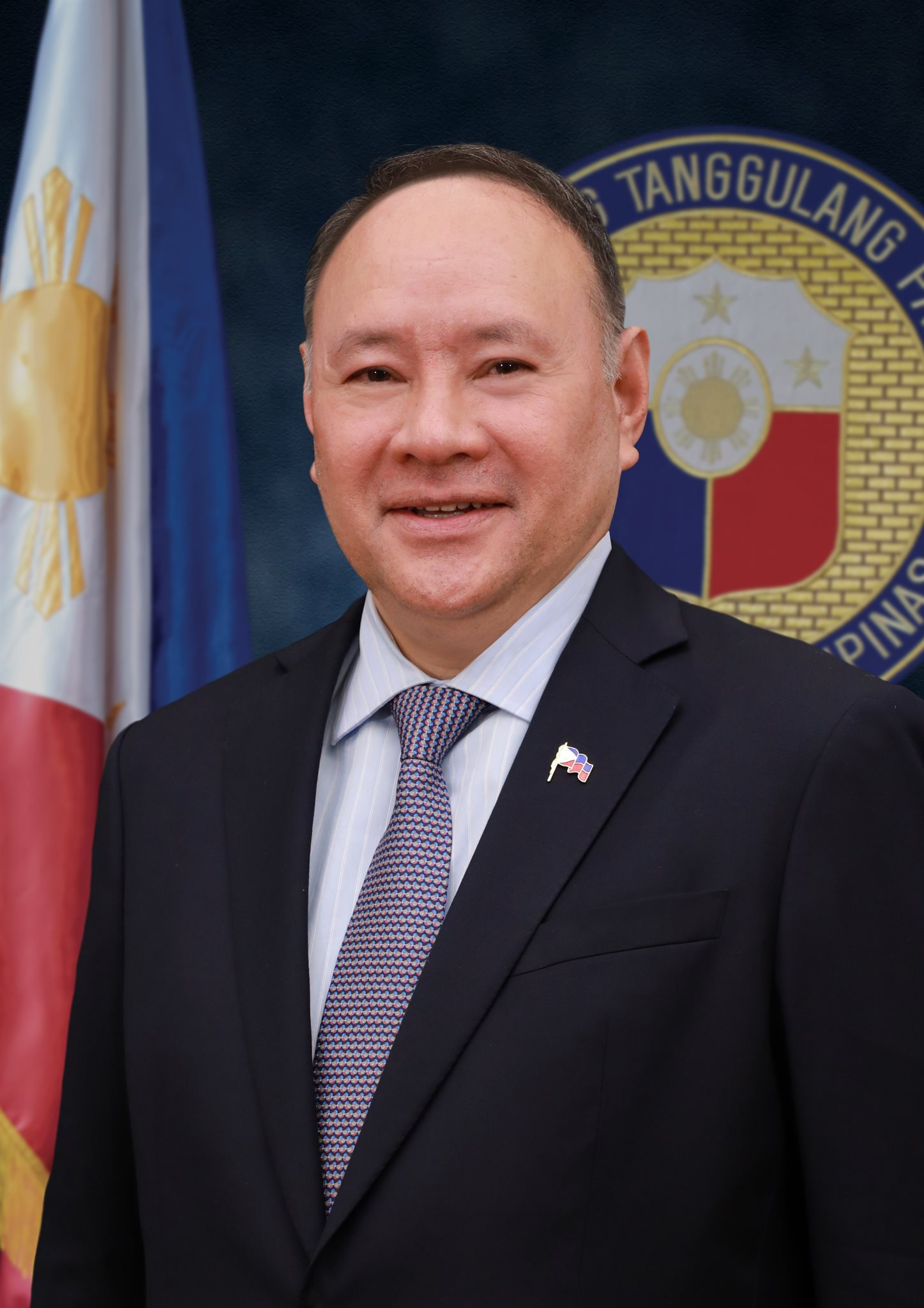
吉尔伯托·特奥多罗

小吉尔伯托·爱德华多·赫拉尔多·许寰哥·特奥多罗（1964年6月14日—），昵称吉尔伯特（Gilbert）或吉博（Gibo），是菲律宾律师、政治人物和企业高管。 
特奥多罗曾獲得哈佛法学院法学硕士學位。畢業後成為一名律師。1998年至 2007年期間擔任菲律賓眾議院議員。
2007年至2009年期間，他首次出任菲律賓國防部部長。2010年菲律賓總統選舉期間，他代表基督教穆斯林民主力量党競選總統，但最终输给了貝尼格諾·阿基諾三世。2023年吉尔伯托·特奥多罗再度擔任菲律賓國防部部長。